# No Surrender (2009)
No Surrender (2009) foi um evento pay-per-view realizado pela Total Nonstop Action Wrestling, ocorreu no dia 20 de setembro de 2009 no Impact! Zone em Orlando, Florida.  Esta foi a quinta edição da cronologia do No Surrender.
Taylor Wilde e Sarita venceram a final do torneio para se tornarem as primeiras campeãs do TNA Knockout Tag Team Championship. No evento principal A.J. Styles derrotou Kurt Angle, Matt Morgan, Sting e Hernandez para se tornar pela primeira vez campeão do TNA World Heavyweight Championship.

## Resultados
| #                              | Lutas | Estipulação | Tempo |
| ------------------------------ | --- | --- | ----- |
| 1                              | Taylor Wilde e Sarita derrotaram The Beautiful People (Velvet Sky e Madison Rayne) | Tag team match para definir as primeiras vencedoras do TNA Knockout Tag Team Championship                                                                 | 04:55 |
| 2                              | Hernandez derrotou Eric Young | Grundge match | 00:48 |
| 3                              | Samoa Joe (c) derrotou Daniels por submissão. | Singles match pelo TNA X Division Championship | 13:47 |
| 4                              | D'Angelo Dinero derrotou Suicide | Falls Count Anywhere match | 12:14 |
| 5                              | ODB derrotou Cody Deaner | Intergender match pelo vago TNA Knockouts Championship | 07:14 |
| 6                              | Kevin Nash (c) derrotou Abyss | $50,000 Bounty Challenge vs TNA Legends Championship Se Nash vencesse, cobraria $50,000 de Dr. Stevie, se Abyss vencesse ganharia o Legends Championship. | 08:23 |
| 7                              | Beer Money, Inc. (James Storm e Robert Roode) e Team 3D (Brother Devon e Brother Ray) derrotaram The Main Event Mafia (Booker T e Scott Steiner) e The British Invasion (Brutus Magnus e Doug Williams) | Lethal Lockdown | 21:27 |
| 8                              | Bobby Lashley derrotou Rhino | Singles match | 07:04 |
| 9                              | A.J. Styles derrotou Kurt Angle (c), Matt Morgan, Sting e Hernandez | Five-Way match pelo TNA World Heavyweight Championship | 15:10 |
| (c) - Campeões antes das lutas | | |       |